# 矢部大
矢部 大（やべ まさる、1975年3月31日 - ）は、東京都出身の実業家、起業家、経営コンサルタント、元アクション俳優。芸能事務所 ワーサル 代表、日本大学芸術学部演劇学科演技コース卒業、ジャパンアクションクラブ出身。

## 経歴
ジャパンアクションクラブ出身であり、数年間俳優として活動した。
日本初の『バク転講座』を開講し、世の中に大人向けのバク転講座を急激に普及させた。
2002年11月にワーサル（芸能事務所）を設立し、代表に就任。2021年1月20日にジャパンアクションギルドを設立し、代表理事に就任。

## 書籍

### 単著
- 『スーパータイムマネジメント時間創造部』マネジメント社、2011年3月24日。ISBN 9784837804628。
- 『4000名の経営トップが採用した 戦わずして売り続ける最強営業の法則』自由国民社、2011年5月20日。ISBN 9784426111182。
- 『何もできなかった僕が バク転だけで10億円稼げたわけ』総合法令出版、2015年6月23日。ISBN 9784862804594。
- 『結局、「好かれること」が最強の武器になる!――狙ったお客を一瞬で虜にする48の営業スキル』clover出版、2022年9月2日。ISBN 9784867340851。